# Diclis tenella
Diclis tenella är en flenörtsväxtart som beskrevs av William Botting Hemsley. Diclis tenella ingår i släktet Diclis och familjen flenörtsväxter. Inga underarter finns listade i Catalogue of Life.